# Авеню D
Авеню D (англ. Avenue D) — найсхідніша авеню в нейборгуді Іст-Віллидж на Мангеттені, Нью-Йорк, на схід від авеню C і на захід від магістралі ФДР. Проходить через схід 13-ої вулиці та Х'юстон-стріт і продовжується на південь від Х'юстон-стріт як Колумбія до Делансі-стріт і вулиця Абрахама Е. Казана до кінця аж на Гранд-стріт. Авеню А, B, C і D походять від назви району Іст-Віллидж, через який вони проходять, Альфабет-Сіті.

## Історія
Проспект був створений згідно з планом комісарів 1811 року як одна з 16 вулиць, спрямованих з півночі на південь, ширина якої становить 30 м. Вони включають 12 пронумерованих авеню та чотири (розташованих на схід від Першої авеню), позначених літерою.